# Klara Johanson
Klara Johanson (ur. 1875 w Halmstad, zm. 1948) – szwedzka dziennikarka, krytyk literacka i pisarka.

## Życiorys
Była córką młynarza i kuśnierza Alexandra oraz Anny Christiny Johansonów. W 1897 ukończyła studia na Uniwersytecie w Uppsali. W czasach studenckich była aktywną członkinią Kvinnliga Studentföreningen – studenckiego stowarzyszenia kobiet. Po ukończeniu studiów przeprowadziła się do Sztokholmu. Od 1898 do 1901 pracowała w czasopiśmie dla kobiet Dagny. Po opuszczeniu redakcji zaczęła pisać dla Stockholms Dagblad. Jej działalność skupiona była wokół krytyki literackiej. Pod pseudonimem „Huck Leber” tworzyła także krótkie, humorystyczne teksty.
Pisała eseje i artykuły. Tłumaczyła na język szwedzki z kilku języków. W latach 1915–1920 Johanson i jej partnerka Ellen Kleman opublikowały cztery tomy Fredrika Bremers brev. Były to listy Fredriki Bremer z obszernymi komentarzami. Dzieło powstało jako efekt fascynacji Johanson feministyczną i literacką działalnością Bremer.